# Појана (Соходол)
Појана (рум. Poiana) насеље је у Румунији у округу Алба у општини Соходол. Oпштина се налази на надморској висини од 903 m.

## Становништво
Према подацима из 2011. године у насељу је живело 21 становника.